# Giacomo Di Benedetto
Giacomo Di Benedetto (* 1966 in Florenz) ist ein italienischer Jazz- und Popsänger.
Di Benedetto war in den 1980er Jahren Leadsänger verschiedener Fiorentiner Bands. Eine Single seiner eigenen Band RED wurde anlässlich eines Anti-Rassismus-Festivals veröffentlicht, 1992 entstand eine Cover-CD mit Songs von Led Zeppelin.
1992 kam er mit einem Stipendium nach Köln, wo er Sänger der Funkband Choose Me wurde. Von 1994 bis 1998 studierte er Jazzgesang an der Folkwang Hochschule in Essen. Er trat mit der Bigband der Hochschule auf und unternahm eine Deutschlandtournee mit dem Trompeter Uli Beckerhoff und der Sängerin Norma Winstone. Aus der Zusammenarbeit entstand das Album La Voce. Mit dem Song Vattene Via belegte Di Benedetto 1986 den dritten Platz beim San Marino Festival.
Seit Anfang der 2000er Jahre tourt er mit dem Pianisten Lutz Potthoff mit dem Programm Blue Notte durch Deutschland. 2004 wurde er von Georg Pommer, dem musikalischen Leiter des Circus Roncalli, zum Leadsänger des Royal Roncalli Orchestra berufen und tourte mit dem Zirkus durch Deutschland und Belgien. Auf der Tournee entstand die CD Teatro Paradiso. Im Folgejahr nahm er als Partner des Duos Cecchini/Pieri an der Aufnahme des Albums Controll Yourself teil.
In den Jahren 2005 und 2006 trat er mit dem Roncalli-Orchestra im Rahmen der Reihe Circus meets Classic und der Produktion Salto vocale u. a. in Köln, Dortmund, München, Hannover, Stuttgart, Hamburg und Nürnberg auf. Ende 2006 wirkte er am Tanztheater-Stück IL VIAGGIO – La Smorfia della Vita der Choreografin Yvonne Pouget sowie (als Sänger der Bajazzo Big Band) an der Dinnershow „Witzigmann & Roncalli Bajazzo“, gemeinsam mit Eckart Witzigmann mit.

## Diskographie
- A tribute to Led Zeppelin, 1995
- La voce, 1997
- Tribehouse, 2001
- Blue Notte, 2001
- Italian Secret Service: ID Super, 2001
- Dona Guarapita, 2003
- Royal Roncalli Orchestra: Teatro paradiso, 2004
- Italian Secret Service: Control Yorself, 2005
- David Plate: The Perception, 2005
- Mark Joggerts: Silence, 2007
- Alessandro De Santis: Desantis Soul Jazz, 2007
- Groove Poodle: Jazz party Effervation, 2007